# Labiod Medjadja
Labiod Medjadja (în arabă االبيض مجاجة) este o comună din provincia Chlef, Algeria.
Populația comunei este de 14.733 de locuitori (2008).